# 本前田町
本前田町（ほんまえだちょう）は愛知県名古屋市中川区にある町名。丁番を持たない単独町名である。住居表示未実施。

## 地理
名古屋市中川区の中央部の北側に位置し、東に土野町、南に野田、線路を挟んで北に川前町に接する。

## 世帯数と人口
2019年（平成31年）2月1日現在の世帯数と人口は以下の通りである。
| 町丁     | 世帯数  | 人口  |
| -------- | ------- | ----- |
| 本前田町 | 433世帯 | 975人 |

## 学区
市立小・中学校に通う場合、学校等は以下の通りとなる。また、公立高等学校に通う場合の学区は以下の通りとなる。
| 番・番地等 | 小学校                 | 中学校               | 高等学校 |
| ---------- | ---------------------- | -------------------- | -------- |
| 全域       | 名古屋市立長須賀小学校 | 名古屋市立助光中学校 | 尾張学区 |

## 施設
- 東前田第三公園

## その他

### 日本郵便
- 郵便番号 : 454-0914[2]（集配局：中川郵便局[7]）。